# 渋川町 (尾張旭市)
渋川町（しぶかわちょう）は、愛知県尾張旭市にある地名。現行行政地名は渋川町一丁目から渋川町三丁目。

## 地理
尾張旭市の西部に位置し、東に東印場町二反田、西に庄中町、南に大塚町、北に東印場町と接している。

### 河川
- 矢田川
- 天神川

## 歴史
- 2008年（平成20年）11月22日 - 印場特定土地区画整理に伴い、渋川町一丁目から渋川町三丁目を設置[1]。

### 町名の変遷
| 実施後       | 実施年月日                 | 実施前（各町名ともその一部） |
| ------------ | -------------------------- | ---------------------------- |
| 渋川町一丁目 | 2008年（平成20年）11月22日 | 東印場町越水 庄中町塚坪      |
| 渋川町二丁目 | 2008年（平成20年）11月22日 | 庄中町塚坪 庄中町鳥居        |
| 渋川町三丁目 | 2008年（平成20年）11月22日 | 庄中町塚坪 庄中町南島        |

## 世帯数と人口
2019年（令和元年）7月31日現在の世帯数と人口は以下の通りである。
| 丁目         | 世帯数  | 人口    |
| ------------ | ------- | ------- |
| 渋川町一丁目 | 173世帯 | 499人   |
| 渋川町二丁目 | 262世帯 | 711人   |
| 渋川町三丁目 | 165世帯 | 449人   |
| 計           | 600世帯 | 1,659人 |

### 人口の変遷
国勢調査による人口の推移
| 2010年（平成22年） | 1,593人 | [ 6 ] |  |
| 2015年（平成27年） | 1,586人 | [ 7 ] |  |

## 学区
市立小・中学校に通う場合、学区は以下の通りとなる。
| 丁目         | 番・番地等 | 小学校               | 中学校             |
| ------------ | ---------- | -------------------- | ------------------ |
| 渋川町一丁目 | 全域       | 尾張旭市立渋川小学校 | 尾張旭市立西中学校 |
| 渋川町二丁目 | 全域       | 尾張旭市立渋川小学校 | 尾張旭市立西中学校 |
| 渋川町三丁目 | 全域       | 尾張旭市立渋川小学校 | 尾張旭市立西中学校 |

## 交通
- 愛知県道208号上半田川名古屋線

## 施設
- 尾張旭市立渋川小学校
- 尾張旭市立西中学校
- 尾張旭庄中郵便局
- 尾張旭市渋川児童館

## その他

### 日本郵便
- 郵便番号 : 488-0839[4]（集配局：尾張旭郵便局[9]）。